# Le Christ portant sa croix (Romanino)
Pour les articles homonymes, voir Christ portant la croix (homonymie).
Le Christ portant sa croix est une peinture à l'huile sur toile de 81 × 72 cm réalisée par Romanino vers 1542-1543 conservée depuis 2012 dans la collection Alana d'Álvaro Saieh et Ana Guzmán à Newark (Delaware) aux États-Unis.

## Historique
Le sujet du Christ portant la croix, dérivé de l'art nordique, a été repris par Giorgione et a ensuite connu une fortune extraordinaire dans la région de la Vénétie et de l'Italie du Nord en général, illustré par Giovanni Bellini, Titien, Lorenzo Lotto et bien d'autres. Dans la région de Lombardie, il a été représenté par Andrea Solari, Bernardino Luini et Giampietrino.
La peinture de Romanino est connue depuis 1853 lorsqu'elle a été décrite dans la collection Averoldi de Brescia. Le tableau est acquis par l'industriel du textile Cristoforo Benigno Crespi (it) et mis aux enchères à Paris avec le reste de ses collections en 1913. Il est acheté par le collectionneur juif Federico Gentili di Giuseppe, diplomate italien en poste à Paris, spolié en 1941 avec soixante-dix autres pièces de la collection Gentili di Giuseppe réquisitionnées par le gouvernement de Vichy, officiellement en règlement de dettes contractées par la famille et mis aux enchères à l'hôtel Drouot, pour aboutir dans une collection privée milanaise et finalement être acheté par la pinacothèque de Brera en 1998 pour 800 millions de lires.
Les héritiers de Gentili di Giuseppe qui ont survécu à la déportation vers les camps d'extermination nazis, résidant presque tous au Canada et aux États-Unis, avaient auparavant demandé la restitution du tableau, mais la direction de la pinacothèque, malgré sa connaissance de l'origine frauduleuse de l'acquisition, avait opposé à leurs demandes un refus catégorique.
En 2011, la toile est prêtée par la pinacothèque de Brera, avec une cinquantaine d'œuvres d'art, au Mary Brogan Museum of Art & Science de Tallahassee en Floride. Un employé de la maison de vente aux enchères Christie's informé de l'affaire, en fait part à Interpol. L'un des arrière-petits-enfants du propriétaire d'origine dépose plainte auprès des autorités américaines lesquelles ordonnent au musée de ne pas restituer le tableau avant la fin de l'enquête. L'affaire s'est terminée le 18 avril 2012 avec le retour du tableau aux héritiers de Federico Gentili di Giuseppe, sur ordonnance d'un tribunal fédéral, aucune opposition n'ayant été reçue du gouvernement italien ou de la pinacothèque de Brera.
Le 7 juin 2012, la toile est finalement vendue aux enchères par Christie's à New York pour la somme de 4,562 millions de dollars, soit environ 3 650 millions d'euros, chiffre le plus élevé jamais atteint aux enchères par un tableau de Romanino. L'identité de l'acheteur n'est pas révélée.
Le tableau, conservé dans la résidence d'Álvaro Saieh, économiste chilien, et de sa femme Ana Guzmán, propriétaires de la collection Alana à Newark (Delaware) aux États-Unis, est présenté lors de l'exposition du 13 septembre 2019 au 20 janvier 2020 au musée Jacquemart-André à Paris de soixante-quinze chefs-d'œuvre de la peinture italienne prêtés par les propriétaires de la collection. Le catalogue de l'exposition confirme l'entrée de l'œuvre dans la collection Alana le 6 juin 2012 lors de la vente par Christie's et indique pour la vente du 24 avril 1941 à l'hôtel Drouot « vente contrainte des héritiers de Federico Gentili di Giuseppe ».

## Composition
L'iconographie prévoyait une coupe assez étroite sur la figure à mi-corps du Christ, la croix sur son épaule, entouré de soldats sur un fond sombre. La fonction de dévotion exigeait une comparaison étroite entre la figure douloureuse et mélancolique du Christ, souffrant le martyre patiemment, et les grimaces violentes des tortionnaires.
Romanino a donné au sujet une interprétation intense et sérieuse, se concentrant sur l'expression du Christ, silencieux et absorbé dans sa souffrance solitaire. Complètement à l'arrière-plan se trouve le geste du bourreau qui, avec une corde, traîne Jésus à travers le nœud coulant autour de son cou. L'attention est surtout catalysée par l'extraordinaire pièce de la manche en soie épaisse, hommage à la peinture de Giovanni Gerolamo Savoldo, autre maître de la Renaissance bergamasque et bressane.
Pierre Curie précise que la composition structurée par la diagonale formée par la croix était autrefois circulaire.